# قضيب مدفون
القضيب المدفون (المعروف أيضًا باسم القضيب الخفي) هو حالة خلقية أو مكتسبة، حيث يتم إخفاء القضيب جزئيا أو كليا تحت سطح الجلد. يمكن أن يؤدي إلى عرقلة تيار البول، سوء النظافة، عدوى الأنسجة الرخوة، شبم، وتثبيط وظيفة جنسية طبيعية. وتشمل الأسباب الخلقية تطوير الجلد رمح القضيب، في حين أن الشروط المكتسبة تشمل السمنة المفرطة، تراكب الدهون في منطقة البطن، أو إصابة القضيب. الكبار الذين يعانون من القضيب المدفون إما يعيشون مع حالتهم أو الخضوع لفقدان الوزن. ومع ذلك، برامج فقدان الوزن بطيئة. وعلاوة على ذلك، سوء النظافة من تجميع البول يمكن أن يؤدي إلى عدوى الأنسجة الرخوة. المرضى في نهاية المطاف بحاجة إلى جراحة ترميمية نهائية وجراحة أكثر إلحاحا إذا كانت العدوى موجودة. الجراحين الذين يديرون هذا الشرط هم إما جراحين المسالك البولية الترميمية أو جراحين التجميل. 

## التقنيات

### زرع السيليكون تحت الجلد
الإجراء للقضيب المدفون هو إدخال تحت الجلد سيليكون لين زرع تحت جلد القضيب. تم تطوير هذا الإجراء من قبل جراح المسالك البولية جيمس ج. إليست. 

## روابط خارجية
- Examples نسخة محفوظة 2 أكتوبر 2016 على موقع واي باك مشين.